# Artix
Artix é uma comuna francesa na região administrativa da Nova Aquitânia, no departamento dos Pirenéus Atlânticos. Estende-se por uma área de 9,12 km². Em 2010 a comuna tinha 3 499 habitantes (densidade: 383,7 hab./km²).